# مارين مورارو
مارين مورارو (بالرومانية: Marin Moraru)‏ (31 يناير 1937 - 21 أغسطس 2016، بوخارست، رومانيا) ممثل روماني، أحد أهم ممثلي المسرح والسينما الرومانيين، قام بأول ظهور سينمائي له في فيلم هايدوكي في عام 1966، والذي يحتل المرتبة الثامنة في قائمة الأفلام الرومانية الأكثر مشاهدة في كل العصور، وفقًا لإصدار عام 2006 من اتحاد المؤلفين والمخرجين السينمائيين الرومانيين. لعب أيضًا أدوارًا في أهم الأفلام في سبعينيات وثمانينيات القرن الماضي مثل فيليب الخير (1975) و السيانيد وقطرات المطر (1978)
وكان آخر فيلم روائي أنتجه آمين (2002) لكوستا غافراس، الذي تم تصويره في رومانيا. في عام 2007، بدأ تعاونًا طويلًا مع التلفزيون، حيث لعب في خمس مسلسلات تلفزيونية. كانت مسيرته في المسرح أكثر ثراءً. ومثل لفترة طويلة في المسرح الوطني في بوخارست، حيث تم تعيينه في عام 1971. لمدة ست سنوات، كان يدرس التمثيل في مسرح ومعهد إيون لوكا كاراجيالي.
من بين العديد من الجوائز والتميزات، حصل على جائزة التميز في الدورة الرابعة عشرة من مهرجان ترانسيلفانيا السنمائي الدولي في عام 2015.

## سيرته
تخرج من أكاديمية كاراجيال للفنون المسرحية والسينما في عام 1961. قدم مورارو في مسرح الشباب (1961-1964)، مسرح الكوميديا (1965-1968)، مسرح بولاندرا (1968-1971) و المسرح الوطني (1971-1974). حصل على جائز غوبو لإنجازات مدى الحياة في عام 2009.

## الروابط الخارجية
- مارين مورارو على موقع IMDb (الإنجليزية)
- مارين مورارو على موقع أول موفي (الإنجليزية)
- مارين مورارو على موقع ديسكوغز (الإنجليزية)
- مارين مورارو على موقع قاعدة بيانات الفيلم (الإنجليزية)

- مارين مورارو في قاعدة بيانات الأفلام على الإنترنت
- Marin Moraru a murit